# Liste der Abgeordneten der Legislativversammlung der Stadt Sewastopol (I. Einberufung)
Diese Liste enthält alle Abgeordneten des Legislativversammlung der Stadt Sewastopol der I. Einberufung. Diese dauerte vom 15. September 2014 bis zum 13. September 2019. Zuvor hatte am 14. September 2014 die Wahl der Legislativversammlung stattgefunden.
Die Legislativversammlung setzte sich aus 16 über Listen und 8 in Wahlkreisen gewählten Abgeordneten zusammen. Schied ein über eine Liste gewählter Abgeordneter aus, rückte die nächste Person auf der Liste nach. Schied ein in einem Wahlkreis gewählter Abgeordneter aus, so fand dort eine Nachwahl statt.
| Name                    | Partei           | Wahl über   | Bemerkung                              |
| ----------------------- | ---------------- | ----------- | -------------------------------------- |
| Wjatscheslaw Aksjonow   | Einiges Russland | Liste       |                                        |
| Jekaterina Altabajewa   | Einiges Russland | Wahlkreis 2 |                                        |
| Olga Chomjakowa         | Einiges Russland | Liste       |                                        |
| Wjatscheslaw Gorelow    | Einiges Russland | Wahlkreis 4 |                                        |
| Alexander Karawajew     | Einiges Russland | Liste       | ab 25. November 2014                   |
| Sergei Kaschanow        | Einiges Russland | Liste       |                                        |
| Boris Kolesnikow        | Einiges Russland | Liste       |                                        |
| Alexander Kowschar      | Einiges Russland | Liste       |                                        |
| Irina Krawez            | Einiges Russland | Wahlkreis 1 |                                        |
| Sergei Krawtschenko     | Einiges Russland | Liste       |                                        |
| Juri Kruglow            | Einiges Russland | Liste       | ab 25. November 2014                   |
| Alexander Kulagin       | Einiges Russland | Wahlkreis 8 |                                        |
| Iwan Kussow             | Einiges Russland | Wahlkreis 3 | 15. September 2017 bis 22. Januar 2019 |
| Tatjana Lobatsch        | Einiges Russland | Liste       |                                        |
| Jewgeni Maschtschenko   | Einiges Russland | Wahlkreis 6 |                                        |
| Wiktor Oganessjan       | Einiges Russland | Liste       |                                        |
| Wiktor Posmetny         | Einiges Russland | Wahlkreis 7 |                                        |
| Tatjana Sandulowa       | Einiges Russland | Liste       | ab 16. September 2014                  |
| Tatjana Schtscherbakowa | Einiges Russland | Wahlkreis 5 |                                        |
| Ilja Schurawljow        | LDPR             | Liste       | ab 16. September 2014                  |
| Andrei Sobolew          | Einiges Russland | Liste       | bis 9. Oktober 2014                    |
| Igor Solowjow           | Einiges Russland | Wahlkreis 3 | bis 23. Januar 2017                    |
| Olga Timofejewa         | Einiges Russland | Liste       | bis 20. Oktober 2014                   |
| Alexei Tschaly          | Einiges Russland | Liste       |                                        |
| Michail Tschaly         | Einiges Russland | Liste       |                                        |
| Igor Walis              | LDPR             | Liste       | ab 16. September 2014                  |
| Tatjana Wussatenko      | Einiges Russland | Liste       |                                        |